# Státní liga 1936/1937 (fotbal)
Státní liga 1936/37 byla 13. oficiálním ročníkem československé fotbalové ligy. Soutěž vyhrál tým SK Slavia Praha, a zajistil si tak 9. mistrovský titul. Liga byla zúžena na 12 členů oproti předchozím 14. Do tohoto ročníku tak postoupil jen jeden (kvůli zmenšení ligy na 12 účastníků) nejlepší tým z kvalifikačního turnaje o postup do ligy. Byl jím SK Rusj Užhorod.

## Konečná tabulka Státní ligy 1936/37
|    | Konečné pořadí          | Z  | V  | R | P  | GV | GO | TP  | B  |
| -- | ----------------------- | -- | -- | - | -- | -- | -- | --- | -- |
|    | SK Slavia Praha         | 22 | 17 | 4 | 1  | 86 | 23 | +63 | 38 |
| 2  | AC Sparta Praha         | 22 | 14 | 3 | 5  | 74 | 29 | +45 | 31 |
| 3  | SK Prostějov            | 22 | 14 | 1 | 7  | 56 | 37 | +19 | 29 |
| 4  | 1. ČsŠK Bratislava      | 22 | 11 | 5 | 6  | 44 | 36 | +8  | 27 |
| 5  | SK Kladno               | 22 | 11 | 3 | 8  | 53 | 46 | +7  | 25 |
| 6  | SK Plzeň                | 22 | 10 | 4 | 8  | 56 | 44 | +8  | 24 |
| 7  | SK Židenice             | 22 | 11 | 2 | 9  | 41 | 52 | -11 | 24 |
| 8  | SK Náchod               | 22 | 8  | 5 | 9  | 48 | 49 | +1  | 21 |
| 9  | SK Viktoria Žižkov      | 22 | 6  | 8 | 8  | 47 | 40 | +7  | 20 |
| 10 | SK Viktoria Plzeň       | 22 | 5  | 4 | 13 | 29 | 48 | -19 | 14 |
| 11 | SK Rusj Užhorod         | 22 | 3  | 2 | 17 | 24 | 79 | -55 | 8  |
| 12 | SK Moravská Slavia Brno | 22 | 1  | 1 | 20 | 19 | 94 | -75 | 3  |

## Rekapitulace soutěže
| Československá fotbalová liga 1936/37 |                            |
|                                       |                            |
| Ocenění                               |                            |
| Vítěz                                 | SK Slavia Praha (9. titul) |
| Kvalifikace do evropských pohárů      |                            |
| Mitropa Cup                           | SK Slavia Praha            |
| Mitropa Cup                           | AC Sparta Praha            |
| Mitropa Cup                           | SK Prostějov               |
| Vítěz domácího poháru                 |                            |
| nedohráno                             |                            |
| Pohyb v soutěži                       |                            |
| Sestupující do divize                 | SK Rusj Užhorod            |
|                                       | SK Moravská Slavia Brno    |
| Postupující do I. ligy                | SK Slezská Ostrava         |
|                                       | SK Pardubice               |
| Nejlepší střelec                      |                            |
| František Kloz (SK Kladno) – 28 gólů  |                            |

## Soupisky mužstev

### SK Slavia Praha
František Plánička (22/0/7) –
Vojtěch Bradáč (3/3),
Vladimír Cvetler (-/2),
Ferdinand Daučík (-/1),
Adolf Fiala (-/0),
Václav Horák I (-/4),
Bedřich Jezbera (-/0),
Vlastimil Kopecký (-/26),
Rudolf Krčil (-/…),
Rudolf Němeček (-/…),
Otakar Nožíř (-/0),
Gustav Prokop (-/…),
Karel Průcha (-/0),
Antonín Puč (-/4),
Karel Sklenička (-/0),
Jiří Sobotka (-/18),
František Svoboda (-/16),
Rudolf Toman (-/2),
Jan Truhlář (-/1),
Bedřich Vacek (-/1),
Antonín Vodička (17/0),
Rudolf Vytlačil (-/5) –
trenér Jan Reichardt

### AC Sparta Praha
Bohumil Klenovec (-/0/-),
Josef Němec (-/0/-) –
František Benda I,
Jaroslav Bouček (-/1),
Raymond Braine (-/18),
Jaroslav Burgr (-/0),
Josef Čtyřoký (-/0),
Ferdinand Faczinek (-/14),
Václav Hruška (-/1),
Géza Kalocsay (-/4),
Karel Kolský (-/0),
Josef Košťálek (-/1),
Václav Mrázek (-/0),
Oldřich Nejedlý (-15),
František Pelcner (-/0),
Ľudovít Rado (-/2),
Josef Sedláček II (-/1),
Karel Senecký (-/7),
Erich Srbek (-/0),
Oldřich Zajíček (-/7),
Josef Zeman (7/2) –
trenér Ferenc Szedlacsek

### SK Prostějov
František Řitička (6/0/1),
František Šrám (16/0/4) –
Karel Bernášek (22/0),
Václav Bouška (21/1),
František Brádler (2/0),
Ladislav Čulík (8/5),
Rudolf Drozd (19/13),
Antonín Dufek (19/4),
Leopold Henčl (22/4),
Vojtěch Kastl (17/11),
Oldřich Kvapil (18/0),
Vilém Lugr (20/0),
Jan Melka (19/12),
Josef Polačko (4/0),
Tomáš Porubský (4/1),
Josef Suchý (3/0),
Josef Štrobl (22/4) –
trenér Otakar Škvain-Mazal

### I. ČsŠK Bratislava
Emil Krischke (22/0/6) –
Karol Daučík (21/1),
Zdeněk Deršák (12/2),
Jozef Hronec (1/1),
Mikuláš Chavko (9/4),
Ivan Chodák (17/9),
Pál Jávor-Jakube (14/5),
Ján Jurčák (22/1),
Dezider Kostka (22/2),
Ervín Kovács (22/2),
Jozef Luknár (20/9),
František Masarovič (22/4),
Karol Polák (1/0),
Georg Schors (8/2),
Martin Štolc (8/2),
Leopold Šťastný (21/0) –
trenéři Pál Jávor-Jakube (hrající) a József Braun

### SK Kladno
Karel Tichý (22/0/4) –
František Beneš (-/7),
Alois Doksanský (-/1),
Josef Fanta (-/1),
František Junek (-/0),
Josef Junek I (-/5),
František Kloz (22/28),
Karel Kolský (-/0),
Antonín Kozohorský (-/0),
František Kusala (-/0),
Josef Kusala (-/0),
Václav Nový (-/1),
Miroslav Procházka (-/6),
František Rašplička (-/0),
Karel Sedlický (-/3),
Bohuslav Snopek (-/0),
Václav Svatoň (-/0),
Emanuel Šmejkal (-/0) –
trenéři Josef Kuchynka a Josef Kratochvíl-Kráťa

### SK Plzeň
Karel Poláček (22/0/4) –
Václav Dědič (-/-),
František Gibic (-/5),
Antonín Hájek (22/20),
František Hájek I (-/0),
Zdeněk Janda (-/3),
Václav Kaiser (21/10),
Jaroslav Matys (-/0),
Gustav Moravec (-/0),
Ladislav Přibáň (-/0),
Alfréd Sezemský (-/0),
Václav Szaffner (-/0),
Josef Tajčner (16/0),
Josef Zeman (-/7),
Vilém Zlatník (-/8),
Josef Zoubek (-/2) –
trenér …

### SK Židenice
Vojtech Andrášik (9/0/1),
Karel Burkert (10/0/2),
Karel Haas (1/0/0),
Emil Ludvík (2/0/0) –
Vladimír Buček (1/0),
Vladimír Čabaňa (17/2),
Karel Černý (10/0),
Josef Čurda (4/0),
Bohumil Chocholouš (17/0),
Jozef Néder (19/1),
František Nejedlý (11/0),
Karel Nepala (22/11),
František Novák (21/0),
František Pecháček (8/7),
Stefan Pospichal (20/0),
Vladimír Prášek (4/0),
Václav Průša (10/5),
Oldřich Rulc (22/3),
Josef Smolka (3/0),
Jan Stloukal (22/10),
Vilém Stloukal (7/2),
František Šterc (2/0) –
trenéři Antonín Carvan a Josef Kuchynka

### SK Náchod
Oldřich Nývlt (-/0/-),
Rudolf Franc (-/0/-) –
František Benda (-/5),
Štefan Bíro (-/4),
Jaroslav Dobeš (-/0),
Václav Dobeš (-/0),
Alois Dušek (-/0),
Emil Habelt (-/9),
Rudolf Kos (-/0),
František Kuchta (-/13),
František Mareš I (-/0),
Oldřich Nývlt (-/…),
František Polák (-/5),
Karel Schloger (-/5),
František Stejskal (-/2),
Josef Studený (-/1),
Rudolf Toman (-/2),
Karel Zítko (-/1) –
trenér …

### SK Viktoria Žižkov
Václav Benda I (22/0/2) –
Cebek Čančinov (-/3),
Vratislav Čech (-/21),
Josef Čihák (-/0),
Alois Doležal (-/0),
Antonín Křišťál (-/6),
František Křišťál (20/4),
František Láska (-/3),
Josef Ludl (-/0),
Wolfgang Mašát (-/4),
Alois Mourek (-/0),
Karel Nápravník (-/5),
Josef Randák (-/2),
František Ryšlavý (-/…),
Václav Strejček (-/0),
Antonín Toula (-/0),
Ladislav Ženíšek (-/2) –
trenér …

### SK Viktoria Plzeň
Jaroslav Dědič (21/0/-),
Antonín Pilný (-/0/-) –
Josef Bedrníček (-/0),
Jaroslav Bešťák (-/0),
Vladimír Bína (-/2),
Anton Bíro (-/0),
Géza Csapo (-/9),
Zoltán Fazekaš (-/1),
Emil Habr (-/0),
František Hofmann (-/6),
Josef Holzer (-/0),
Ladislav Hokr (-/1),
Václav Kašpar (-/4),
Bohumil Mudra (-/0),
Lajos Páli (1/0),
Václav Průša (-/2),
Vlastimil Šulc (-/0),
Karel Trávníček (-/0),
Jaroslav Vlček (-/0),
… Weinfurter (-/1),
Franjo Wölfl (-/2) –
trenéři … Nyula a Rudolf Křenek

### SK Rusj Užhorod
Alexa Bokšay (18/0/0),
Vasyl Fedak (4/0/1) –
Andrij Bendas (21/0),
Johann Bidmon (18/5),
Vasyl Fedak (1/0),
Vlastimil Frýba (11/0),
Jurij Choma (2/1),
Edmund Ivančo (11/0),
Sándor Kármán (11/2),
Volodymyr Kobzjar (9/2),
Andrij Kopčaj (1/0),
Vasyl Kovač (15/0),
Jurko Krajňak (16/6),
Josyp Kryž (21/6),
Pavlo Kryž (6/0),
Fedir Kuruc (7/0),
Josef Machata (3/0),
Havrylo Mozer (2/0),
Vasyl Radyk (20/0),
Ondrej Roman (2/0),
Michal Sukovský (10/1),
Michal Škiriak (15/0),
Ivan Tóth (18/0) +
1 vlastní (Slezák) –
trenéři Avgustin Lavrišin a Andrij Marko

### SK Moravská Slavia Brno
… Kučírek (1/0/0),
Oldřich Kuklínek (3/0/0),
František Řitička (15/0/0),
Josef Vašíček (3/0/0) –
Oldřich Bárek (6/0),
Antonín Horák (13/1),
Emil Chott (4/0),
Štefan Chynoradský (5/0),
… Jelínek (2/0),
… Kalina (2/0),
Rudolf Kosmák (16/2),
Ludvík Koubek (13/5),
Karel Kříž (15/5),
Rudolf Kubesch (10/0),
Jaroslav Lédl (6/0),
Leopold Malaník (12/2),
Asen Pešev (4/0),
Tomáš Porubský (12/1),
Jenő Roth (14/3),
Bedřich Slezák (1/0),
Josef Sobola (1/0),
Jiří Stejskal (15/0),
… Strnisko (4/0),
Emil Šlapák (7/0),
Karel Valoušek (8/0),
Karel Volavka (13/0),
Jaroslav Vršecký (22/0),
Jaroslav Zezula (15/0) –
trenéři Rudolf Křenek, Stanislav Toms a Leopold Hlaváček